# 灰莲蒿
灰莲蒿（学名：Artemisia sacrorum var. incana）为菊科蒿属下的一个变种。